# Motera
Motera è una suddivisione dell'India, classificata come census town, di 21.150 abitanti, situata nel distretto di Gandhinagar, nello stato federato del Gujarat. In base al numero di abitanti la città rientra nella classe III (da 20.000 a 49.999 persone).

## Società

### Evoluzione demografica
Al censimento del 2001 la popolazione di Motera assommava a 21.150 persone, delle quali 11.544 maschi e 9.606 femmine. I bambini di età inferiore o uguale ai sei anni assommavano a 2.667, dei quali 1.506 maschi e 1.161 femmine. Infine, coloro che erano in grado di saper almeno leggere e scrivere erano 15.734, dei quali 9.294 maschi e 6.440 femmine.